# Dristor (metrostation)

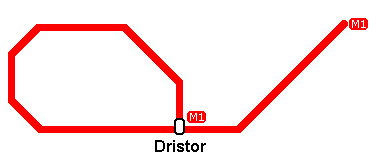
Dristor aan metrolijn 1

Dristor is een metrostation in Boekarest. Het complex bestaat eigenlijk uit twee stations, Dristor 1 en Dristor 2, die op enige afstand van elkaar liggen. Het metrostation wordt bediend door de b-vormige metrolijn 1, waarvan het zowel een van de eindpunten als een doorgaand station is. Station Dristor werd geopend op 28 december 1981 en sinds 17 augustus 1989 is het een overstapstation. De naam Dristor verwijst naar de gelijknamige boulevard en de wijk waarin het station gelegen is.
Van Dristor 2 tot Pantelimon:
Dristor 2 · Piața Muncii · Iancului · Obor · Ştefan cel Mare · Piața Victoriei · Gara de Nord 1 · Basarab · Crângaşi · Semănătoarea · Grozăveşti · Eroilor · Izvor · Piaţa Unirii · Timpuri Noi · Mihai Bravu · Dristor 1 · Nicolae Grigorescu · Titan · Costin Georgian · Republica · Pantelimon